# Župnija Rakek
Župnija Rakek je rimskokatoliška teritorialna župnija dekanije Cerknica nadškofije Ljubljana.

### Farne spominske plošče
V župniji so postavljene Farne spominske plošče, na katerih so imena vaščanov, ki so padli nasilne smrti na protikomunistični strani v letih 1941-1945. Skupno je na ploščah 27 imen.